# Initiative populaire en Suisse
Pour les autres articles nationaux ou selon les autres juridictions, voir Initiative populaire.

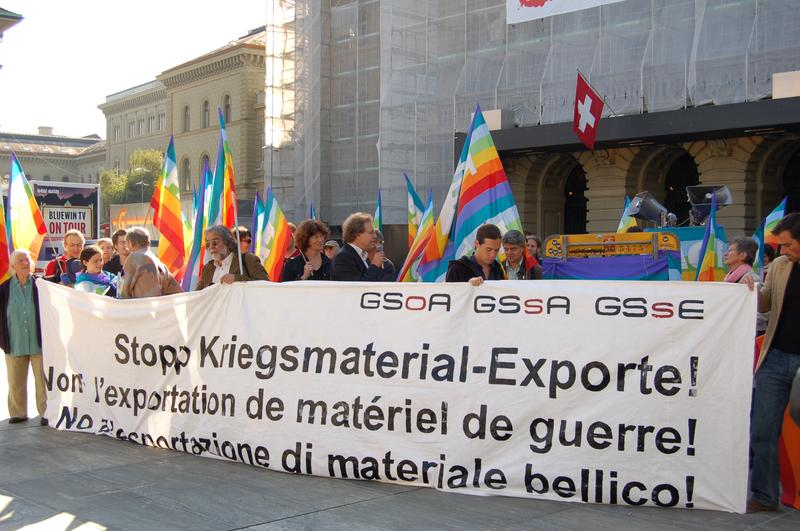
Manifestation de soutien à l'initiative populaire fédérale « pour l'interdiction d'exporter du matériel de guerre » (2009).

En Suisse, l’initiative populaire est un droit qui permet à un nombre donné de citoyens ayant le droit de vote de proposer qu'un texte soit soumis au référendum (votation populaire).
Ce droit existe aux trois niveaux politiques suisses : au niveau fédéral (national) pour proposer une modification de la Constitution, et aux niveaux cantonal et communal pour modifier la Constitution cantonale, proposer la modification d'une loi existante ou la création d'une nouvelle loi. 
La possibilité de modifier directement la législation fédérale et non seulement la Constitution a été proposée à plusieurs reprises dans l'histoire politique suisse. C'est finalement en 2003 que le peuple et les cantons adoptent une modification autorisant « l'initiative populaire générale », qui permet une proposition législative par le peuple, uniquement formulée en terme généraux. Mais ce nouvel instrument est supprimé par votation populaire en 2009.

## Niveau fédéral

### Initiative populaire tendant à la révision de la Constitution
La première forme d'initiative populaire fédérale réside dans la demande d'une révision totale de la Constitution. Les demandes de ce type, dont une seule est arrivée devant le peuple en 1935, n'ont généralement pas obtenu le nombre nécessaire de signatures pour être soumises en votation.
Il est également possible de soumettre une initiative pour une modification partielle de la Constitution. Ce type d'initiatives populaires doit suivre un processus bien défini : après une période de 18 mois pendant lesquels 100 000 signatures doivent être récoltées, l'initiative est déposée à la Chancellerie fédérale qui la valide. L'Assemblée fédérale étudie ensuite le texte et décide de son annulation dans le cas où elle ne suivrait pas « principe de l’unité de la forme, celui de l’unité de la matière ou les règles impératives du droit international ». L'Assemblée peut également décider de proposer un contre-projet tout en émettant une recommandation d'acceptation ou de rejet. L'initiative est acceptée si elle obtient la majorité des votants (dans le cas d'un projet général) ou la majorité des votants et des cantons (dans le cas d'un projet rédigé). 
En 1987 a été introduite la possibilité du double oui. Ainsi tant l’initiative populaire que le contre-projet que l'Assemblée fédérale oppose à celle-ci peuvent être acceptés. C'est la réponse donnée à la question subsidiaire qui emporte la décision. 
Introduit au niveau fédéral dans la Constitution de 1848, ce droit est considéré comme le moteur de la démocratie directe car il n’émane ni du Parlement ni du Gouvernement mais directement des citoyens. Le recours à l'initiative populaire s'est fait à plus de 200 reprises au cours des XIXe et XXe siècles. De 1892 à 2018, sur 215 votations de ce type, 22 ont obtenu l'approbation du peuple, soit un peu plus de 10 % de réussite.

### Initiative populaire générale
La possibilité de modifier directement la législation fédérale et non seulement la Constitution (initiative législative) a été proposée à plusieurs reprises : par des cantons en 1904, par des motions en 1918 et 1930, par une initiative populaire en 1958 et enfin par deux initiatives parlementaires en 1986, refusées par l'Assemblée fédérale,.  
En 2003, l'initiative populaire générale — aussi appelée initiative populaire législative — est alors inscrite dans la Constitution fédérale et permet  à 100 000 citoyens de réclamer une nouvelle législation, l'Assemblée fédérale décidant s'il faut modifier la constitution ou agir au niveau de la loi, avec à chaque fois la possibilité d'opposer un contre-projet de même rang. Elle a été acceptée à la double majorité lors de la votation populaire du 9 février 2003, la question soumis au peuple étant « Acceptez-vous l’arrêté fédéral du 4 octobre 2002 relatif à la révision des droits populaires ? ». Le Conseil national a adopté cet arrêté par 102 voix contre 67, le Conseil des États par 32 voix contre 7. Avec une participation de 28,70 %, il a été accepté à 70,04 % par le peuple et à 20 6/2 par les cantons. 
Six ans plus tard, cette initiative est supprimée par la votation fédérale du 27 septembre 2009 alors qu'elle n'avait encore jamais été utilisée. La question était : « Acceptez-vous l’arrêté fédéral du 19 décembre 2008 portant suppression de l’initiative populaire générale ? ». Le Conseil national a adopté l'arrêté par 178 voix contre 1 et 15 abstentions, le Conseil des États par 42 voix et 1 abstention. Avec une participation de 40,43 %, sa suppression a été acceptée à 67,9 % et à 20 6/2. 
Selon la Radio télévision suisse, « le Parlement a finalement jugé trop compliquée la procédure à appliquer concrètement. Le bicaméralisme, la possibilité d'opposer un contre-projet, les différentes majorités (peuple, cantons) à obtenir en votation populaire et l'instauration d'un recours au Tribunal fédéral ont été vus par le Parlement comme autant d'obstacles insurmontables ». Le Temps quant à lui, explique qu'« il aura fallu quinze ans et la désignation d’une commission d’experts en 1994, pour se rendre compte que l’initiative populaire générale est impraticable sans même avoir fait ses preuves» .
La partie Les arguments du Conseil fédéral, dans les recommandations du Parlement et du Conseil fédéral lors de la votation de 2009, développe leur position commune :  

« L’initiative populaire générale est un instrument conférant aux citoyens et aux citoyennes du pays un droit supplémentaire de contribuer à l’organisation de notre vie publique. Or en dépit de toute l’énergie déployée par le Conseil fédéral et par le Parlement, aucune solution propre à permettre de mettre cet instrument en œuvre au niveau de la loi n’a pu être élaborée. Les dispositions constitutionnelles qui s’y rapportent doivent donc être logiquement supprimées. Le Conseil fédéral approuve l’arrêté en particulier pour les motifs suivants: 
Pas de solution praticable au niveau de la loi : L’initiative populaire générale est inapplicable parce que toutes les procédures envisagées pour la mettre en pratique se sont révélées trop compliquées et imprévisibles. Le problème réside notamment dans le bicaméralisme du Parlement fédéral: l’initiative populaire générale exige en effet que le Conseil national et le Conseil des Etats s’entendent sur la teneur et le degré normatif d’un projet (doit-il être réglé au niveau constitutionnel ou au niveau législatif?). Or la durée d’une telle procédure, à supposer d’ailleurs qu’elle puisse être menée à terme, serait excessivement longue et par conséquent con traire aux exigences de la pratique. On ne peut décemment demander aux auteurs d’une initiative ni aux citoyens de patienter des années jusqu’à ce qu’un projet définitif leur soit présenté. Compte tenu des nombreux obstacles qui pourraient surgir au cours de la procédure d’examen rien ne garantit que les revendications d’une initiative populaire générale soient un jour satisfaites. De telles incertitudes mineraient la confiance des citoyens dans les institutions politiques.
Pas de déficit démocratique : L’initiative populaire générale n’a pas pu être mise en œuvre faute de dispositions d’exécution. Si sa suppression est acceptée, les droits populaires acquis ne perdront en rien de leur substance. Le droit d’initiative constitutionnel, tel qu’il existe depuis longtemps, ne sera pas affecté par l’abrogation de l’initiative populaire générale. Par contre, si la suppression de cette dernière devait être refusée, les dispositions consti tutionnelles qui s’y rapportent resteraient sans doute lettre morte.
Suppression de la modification constitutionnelle : Vu ce qui précède, il faut renoncer à la modification constitutionnelle introduite en 2003. On se sera ainsi assuré que la Constitution fédérale ne contient pas d’instrument qui ne peut être mis en œuvre.   
Pour tous ces motifs, le Conseil fédéral et le Parlement vous recommandent d’accepter l’arrêté fédéral portant suppression de l’initiative populaire générale. »

La dernière tentative à ce jour d'instaurer le droit civique d'initiative législative au niveau fédéral a été faite par Andy Tschümperlin en 2009 mais elle s'est heurtée au refus du Conseil national.

## Niveau cantonal et communal
L'initiative populaire dans les cantons permet de demander une modification de la loi. Mais tous les cantons n'ont pas les mêmes conditions pour lancer cette initiative. Par exemple, dans le canton de Vaud, il faut avoir un projet ou une modification pertinente pour pouvoir le proposer au Conseil d'État pour la validation ou non. Dans le canton de Genève, l'initiative populaire cantonale permet de demander une modification de la Constitution genevoise (initiative constitutionnelle) ou de soumettre une proposition de loi (initiative législative) au Grand Conseil. L'initiative peut être formulée, c'est-à-dire rédigée de toutes pièces, ou non formulée, donc conçue en termes généraux. L'initiative populaire cantonale aboutit si elle recueille, dans un délai de 4 mois, le nombre minimum de signatures requis étant proportionnel au nombre d'électeurs du canton : 3 % pour l'initiative constitutionnelle et 2 % pour l'initiative législative, mis à jour chaque année par le Conseil d'État.
Le délai de récolte et le nombre de signatures requis varient selon les autres canton. Dans ceux de Glaris et d'Appenzell Rhodes-Intérieures, une seule personne peut lancer une initiative ; dans le canton de Zurich, il faut réunir les signatures d'au moins 1 % des personnes ayant le droit de vote dans le canton, contre 3 % dans le canton du Jura.